# Betty Winkelman
Betty J. Winkelman, Schriftstellerpseudonym Lauren Haney (* 1936), ist eine US-amerikanische Krimiautorin.
Ende der 1950er Jahre arbeitete sie als Datentypistin im staatlichen Dienst von Missouri, dann in West Point (New York). Später war sie für IBM als technische Redakteurin in Kalifornien tätig. In den 1980er Jahren interessierte sie sich für das Romanschreiben und besuchte einen Schreibkurs von James N. Frey. Ihr erstes Buch wurde 1995 veröffentlicht.
Ihre erste Krimiserie spielt im 15. Jahrhundert v. Chr. im alten Ägypten unter der Herrschaft der Königin Hatschepsut. Die Hauptfigur ist Polizeileutnant Bak und die Handlung spielt meist in oder in der Umgebung von Buhen, einer Festung bei dem zweiten Nilkatarakt. Von den zwei ersten Büchern wurde zuerst die deutsche Übersetzung publiziert. Die Bücher wurden in den USA unter dem Pseudonym Lauren Haney herausgebracht. Drei Bücher wurden auch ins Deutsche (unter ihrem echten Namen), sieben ins Französische und auf zwei ins Tschechische (unter dem Pseudonym) übersetzt.

## Werke
- Lauren Haney: Flesh of the God. Avon Books, New York 2003, ISBN 978-0-06-052189-9.

Betty Winkelman: Das Gold von Ägypten. Aufbau-Taschenbuch-Verl., Berlin 1995, ISBN 3-7466-1068-0.
- Lauren Haney: The Right Hand of Amon. Avon Books, New York 1997, ISBN 0-380-79266-4.

Betty Winkelman: Der goldene Gott. Aufbau-Taschenbuch-Verl., Berlin 1996, ISBN 3-7466-1355-8.
- Lauren Haney: A Face Turned Backward. Avon Twilight, New York 1999, ISBN 0-380-79267-2.

Betty Winkelman: Das weiße Gold des Pharao. Aufbau-Taschenbuch-Verl., Berlin 1999, ISBN 3-7466-1356-6.
- Lauren Haney: A Vile Justice. Avon Books, New York 1999, ISBN 0-380-79265-6.
- Lauren Haney: A Curse of Silence. Avon Books, New York 2000, ISBN 0-380-81285-1.
- Lauren Haney: A Place of Darkness. Avon Books, New York 2001, ISBN 0-380-81286-X.
- Lauren Haney: A Cruel Deceit. Avon Books, New York 2002, ISBN 0-380-81287-8.
- Lauren Haney: A Path of Shadows. Avon Books, New York 2003, ISBN 978-0-06-052190-5.